# Zheng Jing
Zheng Jing, född 1643 i Tainan, död 1682 i Tainan var en kinesisk pirat, krigsherre och regent av kungadömet Tungning mellan 1662 och fram till sin död 1682. Han var Koxingas äldste son och sonson till pirat-affärsmannen Zheng Zhilong. 
Före sin regenttid kontrollerade han militära styrkor i Xiamen och Jinmen. När fadern dog regerade han kungadömet tillsammans med sin farbror Zheng Shixi. Efter att han använt sin militära resurser och landsatt en armé på Taiwan. Shixi drog då tillbaka sitt yrkande.
På tronen tänkte han fortsätta faderns planer på att invadera Filippinerna vilket inte blev av på grund av hotet från den holländska och Qingiska-alliansen. Han tog dock en avgörande seger 1664. Efter segern fortsatte han att kämpa för Ming mot Qing. Efter att förlorat en offensiv mot Fujian tvingades han överge de planerna också. 1680 förlorade han Xiamen, Jinmen och Pescadorerna efter en förlust i ett avgörande sjöslag mot Qing. Två år senare, 1682, avled han efter en tids sjukdom. Hans äldste son Zheng Kezang efterträdde honom men han drevs snabbt bort från tronen av hans yngre son Zheng Keshuang.